# دوري جرينلاند لكرة القدم 1993
دوري جرينلاند لكرة القدم 1993 هو موسم من دوري جرينلاند لكرة القدم. فاز فيه Boldklubben af 1967 ‏.